# محمد أمين بورقادي
محمد أمين بورقادي حارس مرمى كرة قدم مغربي ، ولد بمدينة فاس سنة 1985 ، لعب لصفوف المنتخب المغرب للشباب في كأس العالم للشباب 2005 بهولندا ، وهو الحارس الحالي لنادي الجيش الملكي .

## روابط خارجية
- محمد أمين بورقادي على موقع الاتحاد الدولي (مؤرشف)  (الإنجليزية)
- محمد أمين بورقادي على موقع قاعدة بيانات كرة القدم.إي يو (الإنجليزية)
- محمد أمين بورقادي على موقع كووورة

Fiche d'Amine El Bourkadi sur footballdatabase.eu